# Kozje

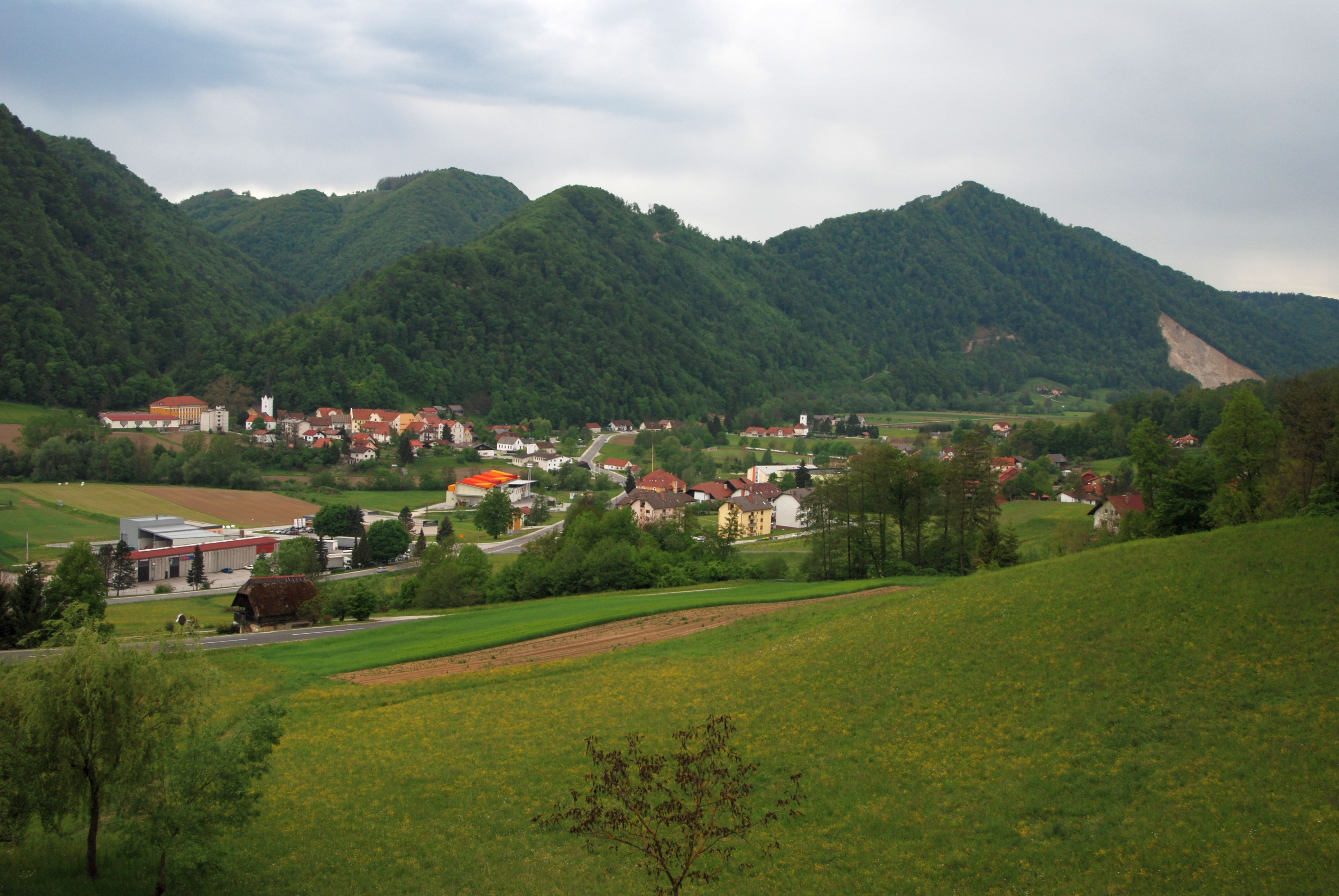
Kozje

Die Ortschaft Kozje (deutsch: Drachenburg) ist Hauptort und Verwaltungssitz der Gemeinde Kozje in der historischen Landschaft Spodnja Štajerska (Untersteiermark), Region Savinjska in Slowenien.

## Lage
Die Ortschaft liegt nahe der Grenze zu Kroatien.

## Geschichte
Um 1880 waren 633 Einwohner Slowenen und 131 Deutsche.

## Persönlichkeiten
- Bruno Hardt-Warden (1883–1954), Operettenlibrettist und Liedtexter